# Binh nhất
Binh nhất (tiếng Anh: Private first class), là một cấp bậc quân sự trong lực lượng vũ trang của nhiều quốc gia.

## Hình ảnh

Private First Class
Private
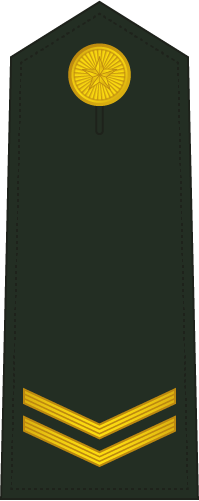
列兵 (Lièbīng)
Binh nhất